# Biatló als Jocs Olímpics d'hivern de 2006 - relleus per equips masculins
Als Jocs Olímpics d'Hivern de 2006 celebrats a la ciutat de Torí (Itàlia) es disputà una prova de biatló masculina en format de relleus que, unida a la resta de proves, configurà el programa oficial dels Jocs. Els biatletes, quatre per cada equip, havien d'esquiar 7,5 quilòmetres disparant dues vegades, una dreta i una altra estirada. Cada error en els tirs comportà una penalització de 150 metres d'esquí de fons.
La prova es disputà el dia 21 de febrer de 2006 a les instal·lacions esportives de Cesana San Sicario. Hi participaren un total de 68 biatletes de 17 comitès nacionals diferents.

## Medaller
| Or                                                                 | Argent                                                                       | Bronze                                                                    |
| AlemanyaSven Fischer · Michael Greis · Ricco Gross · Michael Rösch | RússiaIvan Tcherezov · Serguei Txépikov · Pavel Rostovtsev · Nikolay Kruglov | FrançaJulien Robert · Vincent Defrasne · Ferréol Cannard · Raphaël Poirée |

## Resultats
| Posició | CON                                                                                        | Penalització         | Temps                                     |
| ------- | ------------------------------------------------------------------------------------------ | -------------------- | ----------------------------------------- |
| 1       | Alemanya · Ricco Gross · Michael Rösch · Sven Fischer · Michael Greis                      | 1+8 0+1 0+0 1+4 0+3  | 1:21:51.5 20:47.1 19:42.5 21:11.6 20:10.3 |
| 2       | Rússia · Ivan Tcherezov · Serguei Txépikov · Pavel Rostovtsev · Nikolay Kruglov            | 0+6 0+3 0+0 0+2 0+1  | 1:22:12.4 21:10.0 20:09.7 20:40.0 20:12.7 |
| 3       | França · Julien Robert · Vincent Defrasne · Ferreol Cannard · Raphaël Poirée               | 0+6 0+0 0+1 0+2 0+3  | 1:22:35.1 21:33.8 19:45.3 21:02.1 20:13.9 |
| 4       | Suècia · Jakob Borjesson · Björn Ferry · Mattias Nilsson · Carl Johan Bergman              | 0+12 0+4 0+3 0+2     | 1:22:35.1 21:35.3 20:20.5 20:27.5 20:11.8 |
| 5       | Noruega · Halvard Hanevold · Stian Eckhoff · Frode Andresen · Ole Einar Bjørndalen         | 2+9 0+2 2+5 0+0      | 1:23:03.6 21:33.1 20:22.1 21:52.9 19:15.5 |
| 6       | Txèquia · Ondrej Moravec · Zdeněk Vítek · Roman Dostál · Michal Šlesingr                   | 1+11 0+1 1+3 0+4 0+3 | 1:23:04.0 20:44.6 20:47.4 20:57.7 20:34.3 |
| 7       | Ucraïna · Olexander Bilanenko · Andriy Deryzemlya · Alexey Korobeynikov · Ruslan Lysenko   | 1+11 0+3 0+2 1+4     | 1:23:40.4 21:32.6 20:10.3 20:52.7 21:04.8 |
| 8       | Itàlia · Christian De Lorenzi · Rene Laurent Vuillermoz · Paolo Longo · Wilfried Pallhuber | 2+10 0+2 2+3 0+3     | 1:23:40.9 20:48.8 20:05.2 21:53.2 20:53.7 |
| 9       | Estats Units · Jay Hakkinen · Tim Burke · Lowell Bailey · Jeremy Teela                     | 1+17 0+3 0+6 0+4 1+4 | 1:24:23.4 20:40.8 21:05.9 21:17.1 21:19.6 |
| 10      | Eslovènia · Janez Maric · Janez Ozbolt · Klemen Bauer · Matjaz Poklukar                    | 1+10 0+3 0+6 0+4     | 1:25:01.4 21:19.3 20:57.9 21:39.9 21:04.3 |
| 11      | Belarús · Alexandre Syman · Serguei Novikov · Rustam Valiullin · Oleg Ryzhenkov            | 1+15 0+5 0+2 1+5 0+3 | 1:25:04.1 22:04.4 20:36.0 21:46.4 20:37.3 |
| 12      | Japó · Tatsumi Kasahara · Hidenori Isa · Kyoji Suga · Shinya Saito                         | 2+11 0+2 1+5 0+3     | 1:25:15.6 21:22.0 20:39.0 20:48.6 22:25.9 |
| 13      | Polònia · Wiesław Ziemianin · Tomasz Sikora · Michael Piecha · Krzysztof Pływaczyk         | 2+10 0+1 2+5 0+3     | 1:26:57.0 20:56.5 20:01.2 23:37.6 22:21.7 |
| 14      | Eslovàquia · Pavol Hurajt · Dušan Šimočko · Miroslav Matiaško · Marek Matiaško             | 3+19 2+5 0+3 1+6 0+5 | 1:27:44.9 22:53.5 21:37.2 22:11.3 21:02.9 |
| 15      | Estònia · Dimitri Borovik · Indrek Tobreluts · Roland Lessing · Priit Viks                 | 2+16 0+3 0+4 0+3 2+6 | 1:27:48.9 21:43.0 21:35.5 21:20.7 23:09.7 |
| 16      | Letònia · Jānis Bērziņš · Edgars Piksons · Raivis Zīmelis · Ilmārs Bricis                  | 5+12 1+3 0+0 0+3     | 1:28:10.6 22:21.5 21:11.5 23:55.2 20:42.4 |
| 17      | Àustria · Daniel Mesotitsch · Friedrich Pinter · Ludwig Gredler · Christoph Sumann         | 1+11 1+5 0+0 0+3     | 1:28:26.4 23:32.6 21:50.5 21:54.1 21:09.2 |